# 爺爺25歲
《爺爺25歲》（直译：yru2eiyt），為TBS播出的8話特別電視劇系列。自2010年11月15日起至同年11月25日，於每週星期一至每週星期四 23:50 - 24:20（JST）播出的日本電視劇。每話30分（實際播出長度為22分）。

## 概要
46年前在雪山遇難而成為冷凍狀態的爺爺，以當時25歲時的年輕樣子回到了自己的家。在那之後被捲入了偶發事件裡，描寫著讓破碎家庭能夠再次復興。
由佳能贊助，這個電視劇攝影的主要照相機是使用數位單眼相機EOS系統(EF接環)的動畫攝影功能。照片與印刷的印表機也是使用同公司的PIXUS。

## 演出

### 主要人物
- 栗原稔：藤原龍也（25歳?/71歲?）

本故事的主角。紀彥的父親，明日香的公公，健介與麻衣的爺爺。喜歡拍照，因此在46年前1964年25歲的他，與跟班小弟源公一起到雪山拍照而遇難，然而在46年後2010年被發現而挖掘出來並奇蹟式的復活。外表還是當時25歲的他，一時很難接受自己兒子已經成為中年大叔，還有了2個孫兒。但後來因為他的關係，改變了這個破碎的家。最討厭吃的東西是茗荷，復活後還是想辦法克服而吃了。在這其中讓孫子健介和孫女麻衣有所改變，也讓紀彥和妻子明日香破鏡重圓，故事最後離開栗原家並和咖啡廳的梨音踏上未知的旅程。
- 栗原紀彥：高橋克實（52歲）、橋本智哉（6歲）

阿稔的兒子，健介與麻衣的父親。個性軟弱，故事開始的2年前妻子明日香跑掉，對於兒子健介變成繭居族、女兒麻衣變成女公關實在是一點辦法也沒有。小時候被狗咬過，所以到現在還是很怕狗，後來稍微克服了。患有結石，發作的時候會很痛。在明日香回來的時候，他用他的方法打動了明日香，讓他們又在一起生活。由於當時和明日香是奉子成婚的，所以在最後健介和麻衣還有阿稔幫他和明日香補婚，意外地也讓麻衣和小忍一起結婚了。
- 栗原健介：大東俊介（25歲）

紀彥和明日香的兒子，阿稔的孫子。是個繭居族（除了上廁所和吃東西會去便利商店買外），通常都宅在家裡，他曾有去公司上班，可是只做三天就辭職了。他宅在家裡的目的主要是炒股和自己所愛的偶像水澤奈子，有一陣子他為家裡賺了5億元的事情，讓高級銀行的分店長和主任自動找上家裡來，使的家裡其他人都大吃一驚。但是後來父親紀彥肚子痛，被他棄之不顧，讓身為爺爺的阿稔看不下去，本來他要交易的10億元也被阿稔弄得瞬間化為烏有，讓他就此算了。最後用了他剩下賺的錢把家裡改建成「栗原工務店」。
- 栗原麻衣：倉科佳奈（22歲）

紀彥和明日香的女兒，阿稔的孫女。大學4年級，是個女公關。小忍是青梅竹馬。由於長得和奶奶菊枝年輕時一模一樣，復活的阿稔一時誤以為她就是當時的菊枝。她時常給身同樣身為男公關的喬治金錢，被源太和小忍發現，而告訴了阿稔這件事。其實她是個愛名牌的人曾因為買了占卜的飾品花了100萬，沒辦法才和喬治借錢，但最後也還清了。在哥哥健介賺了5億元的資產時，原本有希望能成為芭黎絲·希爾頓的人，但是被爺爺阿稔弄到沒有後就放棄了。在不做女公關後把頭髮也給染回黑色，最後和小忍結婚。
- 轟忍：入江甚儀（22歲）

源太的孫子，麻衣的青梅竹馬。學歷高中畢業。由於長得和爺爺源太年輕時一模一樣，因此在健康檢查時阿稔誤以為他就是當時的源太（源公）。個性膽怯遲遲無法向麻衣表達自己的心意，但最後因為假結婚的事情無法接受，最後和麻衣表達自己的心意而和麻衣結婚了。稱呼麻衣的哥哥為「健哥（けんにい）」。
- 栗原菊枝：（68歲）、倉科佳奈（25歲）

阿稔的妻子，紀彥的母親，明日香的婆婆，健介與麻衣的奶奶。只有照片登場，故事開始的3年前過世。享年68歲。年輕時和孫女麻衣長得一模一樣。
- 栗原明日香：菊池桃子（45歲）

紀彥的妻子，健介與麻衣的母親。2年前離家出走，到西班牙去學了佛朗明哥舞回來，沒想到回來卻是要和紀彥離婚，與紀彥是奉子成婚而和自己的父母斷絕關係。由於不知情一時把公公阿稔誤以為是「後藤先生」，於是在後來源太的調解下才知道阿稔是她公公。在紀彥要挽留她時對她唱出演她名字的「Tomorrow（明日）」後，回想起來後回心轉意不離婚而回到紀彥的身邊。由於當時和紀彥是奉子成婚的，所以在最後健介和麻衣還有阿稔幫她和紀彥補婚，意外地也讓麻衣和小忍一起結婚了。
- 轟源太（68歲）石橋蓮司、入江甚儀（22歲）

小忍的爺爺，年輕時是阿稔的跟班小弟，稱阿稔為「大哥（アニキ）」，被阿稔稱為「源公（げんこう）」。年輕時和孫子小忍長得一模一樣。46年前原本要阻止阿稔去雪山拍照未果，讓大哥阿稔遇難而自己獲救，心中十分愧對阿稔。稱呼紀彥為「少爺（坊ちゃん）」。

### 客串人物
- 羽田弘美：高橋瞳

幫發現阿稔並為他的診治的女醫生。並在發現阿稔一個月後為他做健康檢查，報告出爐說阿稔的體力還和10幾歲的年輕人一樣好得很。
- 護士：山崎真實

發現阿稔的女醫生身邊的護士，也是阿稔復活時第一眼看到的人。
- 記者：出水麻衣（TBS播報員）

在發現阿稔時在新聞上報導的記者。
- 照相機店員：溫水洋一

阿稔和紀彥去買照相機的店員，由於被某電視台的人員煽動叫紀彥的名字，而被他誤會而視為沒大沒小。
- 電視台人員：脇知弘

某電視台的工作人員，原本因為一個機緣被阿稔邀請到栗原家採訪，但後來因為採訪人員說了不敬的話，讓他被阿稔給趕出去了。
- 醫生：泉尚

源太做健康檢查時的醫生，告訴源太說因為阿稔的關係無法再蟬聯第一名。
- 菖蒲：草村禮子

阿稔與源太的青梅竹馬，以前是賣魚的，丈夫在多年前過世了，兒子和媳婦也搬走了，目前一人獨居，還告訴阿稔以前照顧他們的大嬸以92歲高齡過世。因為阿稔還是年輕時的樣子而沒有變老，讓她有點感慨大家都已經變成老爺爺和老奶奶，因此阿稔看她很可憐就把家裡剛買的狗兒豆紀送給她養。
- 喬治：北村有起哉

麻衣打工的錦系町公關店「天馬」的男公關，本名是：亮，而他父親也是風流一時的男公關。時常和麻衣要錢（其實是麻衣要還錢給他），被源太和小忍誤以為麻衣在養男人，後來在阿稔的追問下才知道麻衣因為買占卜的首飾向他借錢100萬，也還清的差不多了。
- 老奶奶：

喬治要過天橋時看到因行動不便被他幫助而背的老奶奶。
- 房江：池谷伸枝

阿稔、源太和小忍等人時常光顧的咖啡廳的女服務生，如果惹到她的話就別想可以喝大杯的份了。
- 梨音：高梨臨

阿稔、源太和小忍等人時常光顧的咖啡廳的女服務生，喜歡阿稔，常在他的咖啡上做個愛心記號，但最後和阿稔一起踏上未知的旅程。
- 島公之：小野寺昭

高級銀行東京分店的分店長，對於健介的炒股能力非常欣賞，而到了栗原家想見他。
- 岩城：木之元亮

高級銀行東京分店的顧客中心主任，對於健介的炒股能力非常欣賞，而到了栗原家想見他。
- 水澤奈子

健介夢想的偶像，紀彥為了和健介交流也喜歡上了。
- 高志：本多力

大工工務店的社長，長著一顆蘑菇頭，說話很刻薄，數落了阿稔一番，讓前來應徵工作的阿稔聽不下去而打了他。
- 石神：赤星昇一郎

大工工務店的職員，對阿稔這位「冷凍爺爺（冷凍じいさん）」要工作非常難抉擇，但對對社長高志阿諛奉承。
- 母親：堀內敬子

阿稔到醫院複檢出來時，在醫院為孩子講故事浦島太郎的母親，她對兒子說浦島太郎從龍宮回來後打開帶回來的玉匣後就變成老爺爺了，讓阿稔聽到後非常擔心自己是不是會像浦島太郎一樣變成老爺爺。
- 豆紀：

紀彥花15萬買來的柴犬，原本紀彥想給牠取名為「小次郎（コジロウ）」，但被阿稔給取為「豆紀（マメノリ）」，後來麻衣趁他們兩個不在時玩牠並取名為「小豆（アズキ）」，本來紀彥是要買給麻衣的，可是後來被阿稔拿去送給菖蒲了。

## 電視劇收視率
| 播出日期                                                   | 腳本     | 收視率 |
| ---------------------------------------------------------- | -------- | ------ |
| 2010年11月15日                                             | 酒井雅秋 | 5.8%   |
| 2010年11月16日                                             | 酒井雅秋 | 3.1%   |
| 2010年11月17日                                             | 山名宏和 | 3.6%   |
| 2010年11月18日                                             | 山名宏和 | 3.8%   |
| 2010年11月22日                                             | 川邊優子 | 3.4%   |
| 2010年11月23日                                             | 川邊優子 | 3.7%   |
| 2010年11月24日                                             | 酒井雅秋 | 3.8%   |
| 2010年11月25日                                             | 酒井雅秋 | 4.2%   |
| 平均收視率3.9%（收視率來自關東地區對Video Research的調查） |          |        |

## 工作人員[2]
- 節目總指揮：馬場康夫（Hoichoi Productions）
- 執行製作人：白石統一郎（電通）、熊谷信也(TBS)
- 企劃·製作：藏本憲昭（電通）
- 製作人：岡本真（電通）、長生啟(TBS)、中澤晉（Office Crescendo）
- 原案：Hoichoi Productions
- 構成：山名宏和
- 腳本：酒井雅秋、山名宏和、川邊優子
- 導演：田中誠
- 音樂製作：玉井健二(agehasprings)
- 主題歌：杏「有愛必勝」（Epic Records Japan Inc.）
- 旁白：大場真人
- 技術合作：池田屋、TSP
- 美術合作：富士美術
- 攝影師：齋藤清貴
- 字幕背景：EDP Graphic Works
- 特別贊助：佳能、佳能營銷日本
- 制作生產：Office Crescendo
- 製作・著作：「爺爺25歳」製作委員會（電通、TBS）

## DVD
- 爺爺25歳 DVD-BOX（4片裝）：2011年2月2日發售預定（發售：TBS、販售：TC娛樂）
  - 【映像特典】〔收錄分鐘：3時間16分（196分）〕
    - (1)7話&最終話·加長版特別編輯版
      - 第7話···播出版+4分32秒、最終話···播出版+6分42秒，追加各自未公開的畫面！

    - (2)「爺爺與兒子與孫子的接力賽！」（藤原龍也×高橋克實×大東俊介）
    - (3)秘藏製作「在意的關鍵字BEST10」
    - (4)大東俊介的攝影套件大解剖
    - (5)衍生作品·短劇
      - 「繭居族食譜」健介篇
      - 「跳舞·跳舞·跳舞」健介&小忍篇
      - 「天使的誘惑」麻衣&小忍&護士篇
      - 「加油！奶奶」麻衣&梨音篇

    - (6)資訊型廣告
      - 「健介·與PIXUS的相遇」篇
      - 「源太·與EOS的相遇」篇
      - 「源太·為EOS認真」篇
      - 「麻衣·PIXUS的賀年卡」篇

    - (7)Yahoo！賀年卡特別協助電影
    - (8)偶像·水澤奈子的宣傳錄影帶「打開你的心（Open Your Heart）」
    - (9)今日的爺爺
    - (10)來自栗原家的禮物
    - (11)2010.10.12制作發表@TBS
    - (12)2010.11.13完成宣佈試映@有楽町
    - (13)宣傳SPOT集

## 外部連結
- 「おじいちゃんは25歳」 公式サイト （页面存档备份，存于）